# パシフィックゲームズ
パシフィックゲームズ（英 : Pacific Games）とは主に南太平洋諸国が参加する総合競技大会である。1963年に第1回大会がフィジーのスバで開催され、以後4年に1度開催されている。2007年アピア大会までサウスパシフィックゲームズという名称であったが、2011年ヌメア大会から現名称となる。同地域のミニ国家による国際競技大会として、1981年よりサウスパシフィックミニゲームズ（現：パシフィックミニゲームズ）が開催されている。

## 実施競技
2007年大会実施競技
| - アーチェリー - 陸上競技 - バドミントン - 野球（詳細） - バスケットボール - ビーチバレー - ボディビルディング - ボクシング - クリケット - サッカー（詳細） - ゴルフ |  | - ホッケー - 柔道 - ローンボウルズ - ネットボール - パワーリフティング - 7人制ラグビー - ラグビーリーグ - セーリング - 射撃 - ソフトボール - スカッシュ |  | - サーフィン - 水泳 - 卓球 - テコンドー - テニス - タッチラグビー - トライアスロン - ヴァア（アウトリガーカヌー） - バレーボール - ウエイトリフティング - レスリング |

## 大会一覧
| 回 | 期間                    | 開催都市               | 開催国             |
| -- | ----------------------- | ---------------------- | ------------------ |
| 1  | 1963年8月29日～9月7日   | スバ                   | フィジー           |
| 2  | 1966年12月8日～12月18日 | ヌメア                 | ニューカレドニア   |
| 3  | 1969年8月13日～8月23日  | ポートモレスビー       | パプアニューギニア |
| 4  | 1971年9月8日～9月19日   | パペーテ               | タヒチ             |
| 5  | 1975年8月1日～8月10日   | タモン                 | グアム             |
| 6  | 1979年8月27日～9月8日   | スバ                   | フィジー           |
| 7  | 1983年9月5日～9月16日   | アピア                 | 西サモア           |
| 8  | 1987年12月8日～12月20日 | ヌメア                 | ニューカレドニア   |
| 9  | 1991年9月2日～9月23日   | ポートモレスビー、ラエ | パプアニューギニア |
| 10 | 1995年8月12日～8月26日  | パペーテ               | タヒチ             |
| 11 | 1999年5月29日～6月12日  | ハガニア               | グアム             |
| 12 | 2003年6月28日～7月12日  | スバ                   | フィジー           |
| 13 | 2007年8月25日～9月8日   | アピア                 | サモア             |
| 14 | 2011年8月27日～9月10日  | ヌメア                 | ニューカレドニア   |
| 15 | 2015年7月4日～7月18日   | ポートモレスビー       | パプアニューギニア |
| 16 | 2019年7月7日～7月20日   | アピア                 | サモア             |
| 17 | 2023年11月19日～12月2日 | ホニアラ               | ソロモン諸島       |
| 18 | 2027年                  | パペーテ               | タヒチ             |

## 出場選手
- カリン・ホワイトサイド